# 电子纸
電子紙，簡稱ePaper，是显示器技術，重點在於模仿以在紙上印刷、書寫的視覺觀感，而耗電量極小。不同于一般的有機發光二極體(OLED)以發光達成顯示功能，电子纸如同普通纸一样，依靠環境光照亮，所以理論上閱讀起來較舒適，而且其顯示的影像能在陽光直照下仍然清晰可見，可視角極廣理論上為180度，其對比度比其他顯示技術高不少，大致與報章印刷效果相同，甚至更好。
大部份電子紙在沒有電源情況下能顯示原先图相。部份設計以塑料背版和有机电子零件构成柔性电子纸。
彩色電子紙已經商業性投產，能顯示四千多種顏色，现阶段生产商正向影片播放方向發展，樣機已經能播放每秒30格的黑白影片。
电子纸显示技术现已經应用于零售商店价签、数字标牌、公车到站时间表、电子看板、手机螢幕、电子书阅读器、穿戴式電子裝置。

## 技术

電子墨水示意圖

### 電泳式

電泳顯示方案

採用彩色濾光片的電泳顯示方案

微膠囊電泳顯示器(Microencapsulated EPD, Microencapsulated ElectroPhoretic Display)是一種運用施加電場重新排列帶電色素粒子以顯像的技術。

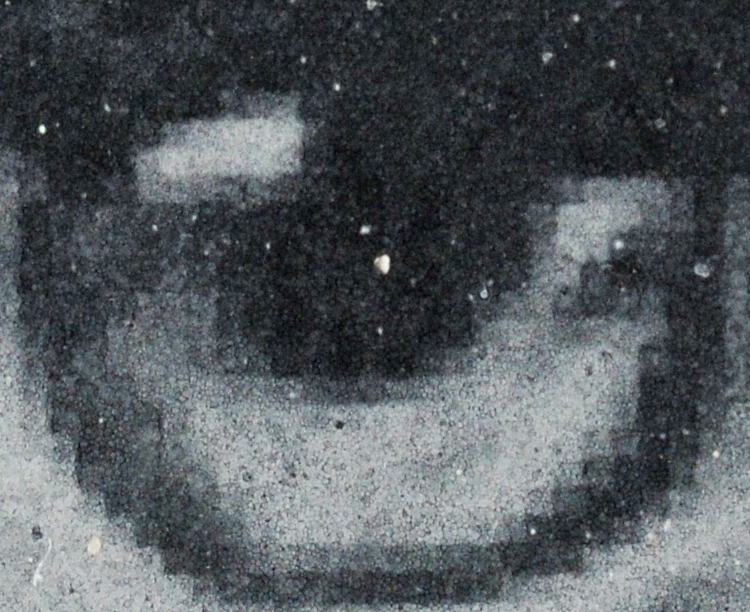
微距攝影下的Kindle 3屏幕，全尺寸的微膠囊清晰可見

1990 年代, 另一種建構於「微膠囊電泳顯示」電子墨水的技術原型在麻省理工学院出的研究所團隊被實作出並被稱為Nature Paper。J.D. Albert, Barrett Comiskey, Joseph Jacobson, Jeremy Rubin and Russ Wilcox 等人在 1997年將此技術商業化而創立了E Ink公司。 緊接著二年後,E Ink公司和Philips Components建立了夥伴關係以共同研發並行銷此項技術。在2005年，Philips將這項電紙事業和相關專利讓售給Prime View International公司。

長久以來，研發人員企圖創造一種可撓，低價的電紙類顯示介質。在這種情境下，微粒子顯示技術吸引了 研發人員的長期關注。可切換對比的顯示技術 以電氣驅動高散射性 或吸收性的微粒子( 0.1-5mm尺度範圍內 )，不同於液晶顯示的微分子特性 . 微粒子型的顯示技術的雙穩態本質, 可以 直流電場 達到 非常低的耗電效率 同時擁有高對比和光反射率。這些特性, 結合 near-lambertian 觀賞特性，產生 紙上墨跡 的視覺效果。但這種顯示技術註定會受限於短生命週期和不易量產的 不良副作用。因此在導入以微膠囊封裝了電泳粒子的 電泳墨水技術, 可以解決短生命週期 的缺點，同時又能完全以印刷方式製造雙穩態電子顯示屏。此系統就能讓電紙滿足實用的需求。

### 膽固醇液晶
膽固醇液晶（cholesteric liquid crystal display，縮寫「ChLCD」），是世界上的所有的液晶顯示中，唯一具有雙穩態特性的液晶，可以在不耗電的情況下仍然可以保持顯示的內容。
膽固醇液晶技術可自然地存在兩種穩定的狀態：

堆疊並獨立驅動三層ChLCD達到1,678萬色的全彩電子紙。

- 平面狀態（planar）時液晶分子排列整齊，可以反射特定波長光線，此狀態可看到反射畫面的顏色。
- 焦點圓錐狀態（focal conic）的液晶分子排列讓光線穿透，此狀態可以看到液晶層下一層物質的顏色。

堆疊並獨立驅動三層ChLCD（藍、綠、紅）和一層黑色吸收膜，組成全彩電子紙，可達到1,678萬色以上的色彩。
大約10-30%的環境光可以穿透ChLCD，因此虹彩光電（IRIS Optronics）在膽固醇液晶底層嵌入太陽能電池，創造出Infinity Display，透過太陽能自發電，成為自供電的彩色電子紙。

### 其他技术

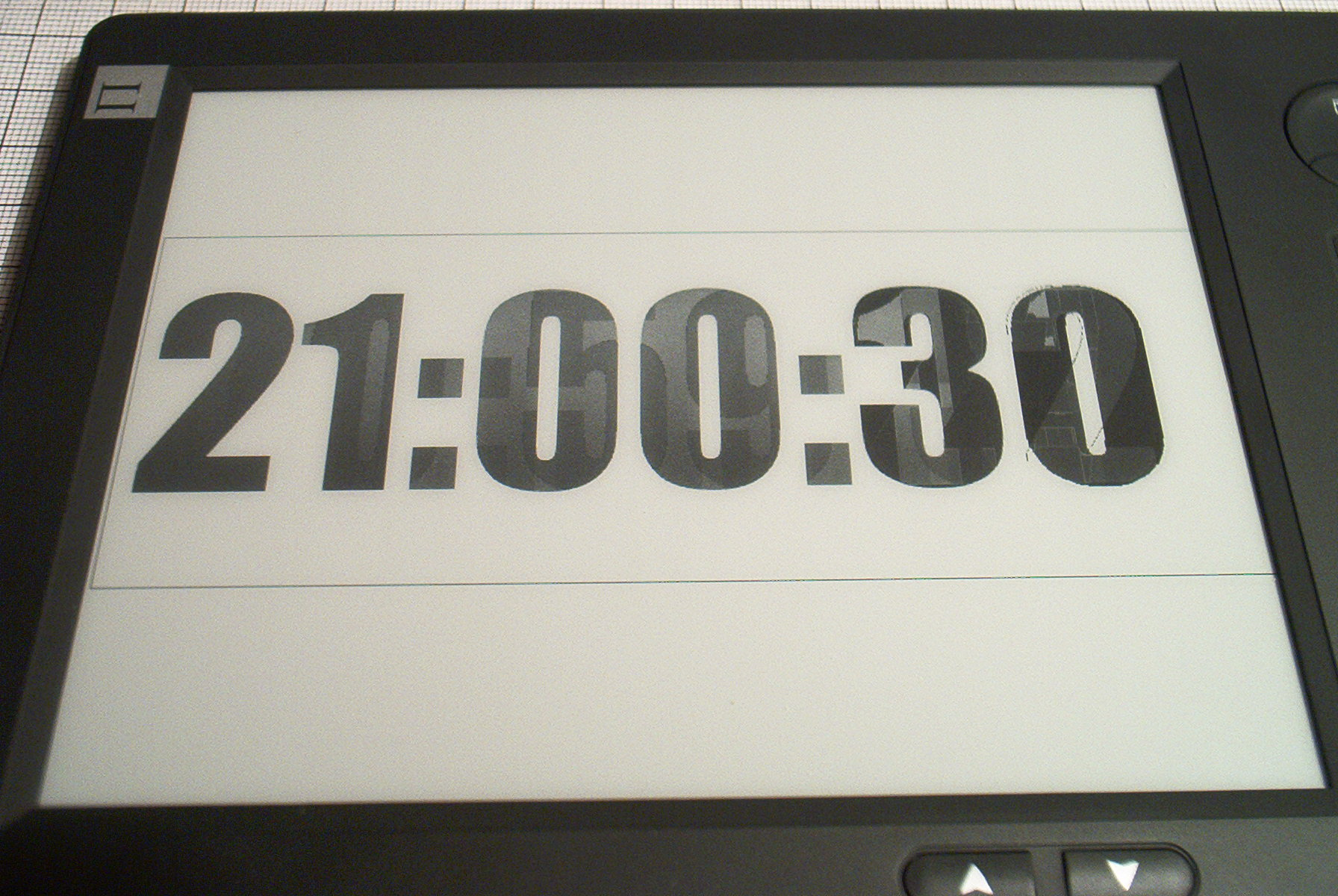
某电子螢幕上的“殘影”现象（数字上有前一次显示的部分图像）

## 目前限制

电子纸手表Phosphor World Time使用快速刷新（全白螢幕迅速切换）避免殘影产生

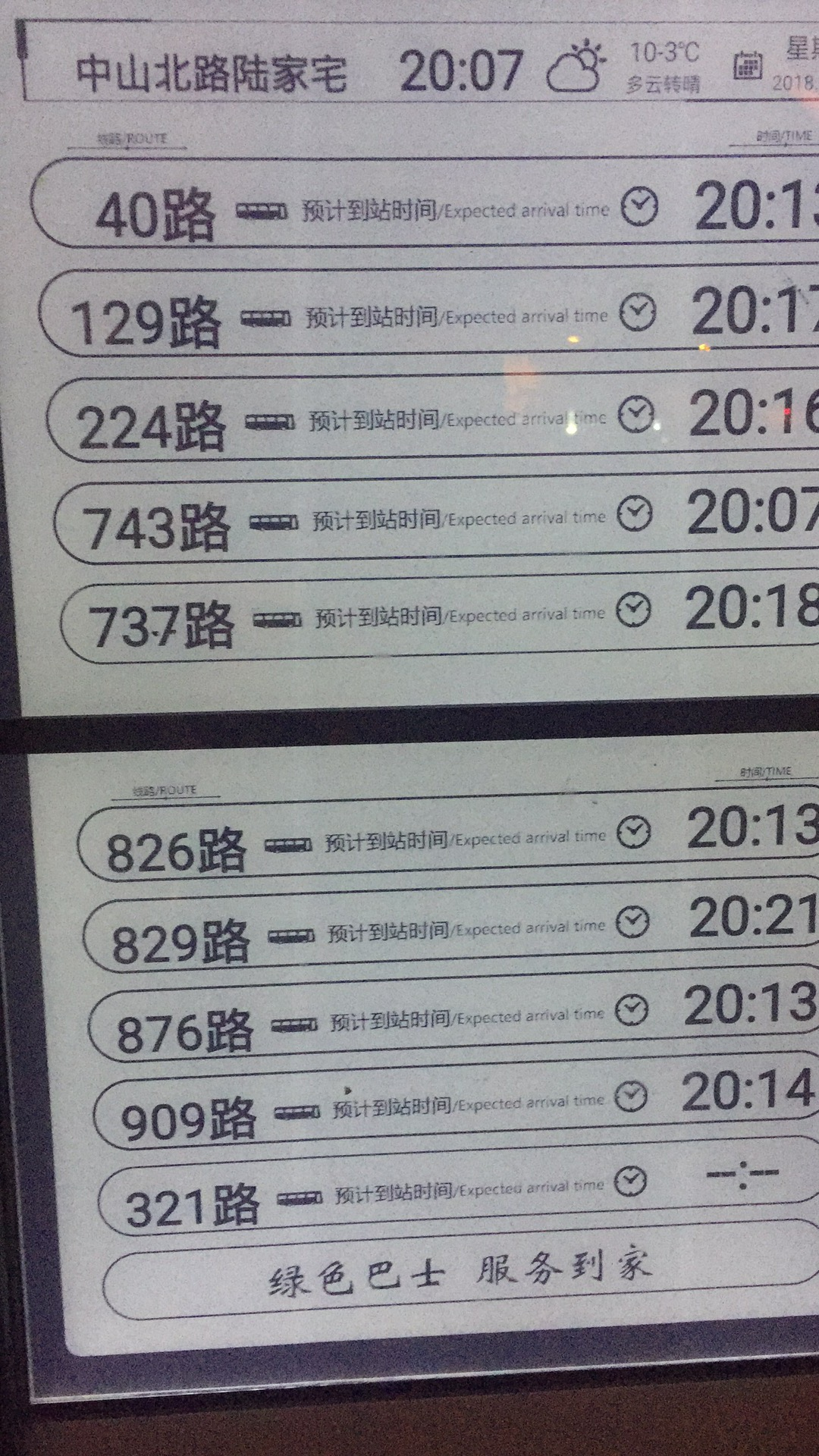
上海市普陀區中山北路陸家宅公車站所使用的電子紙螢幕，可以顯示車輛到站時間

相比其他低耗电显示解决方案，如LCD，电子纸的刷新速度极低。导致生产商很难在应用电子纸的移动设备上实现诸如如弹出式選單、游標操作、窗口滚动等需要较复杂交互式操作的功能，而这些功能已经日常化，并且常見於一般的移动设备上。一个很鲜明的例子就是电子纸无法快速平滑放大缩小文档，必须借助網點技术以加快速度。
另外一个缺点是电子纸容易产生“殘影”（前一页面的图像留在下一页面上）。虽然这种图像残留容易让人想起CRT电视和等离子电视的磷质烙印现象，但事实上电子纸上的图像残留是非永久性的，可以靠全黑全白螢幕迅速切换解决这一问题，这也是电子书相关厂商解决翻页残留的方法。